# Глове
Глове (нем. Glowe) — община в Германии, в земле Мекленбург-Передняя Померания.
Входит в состав района Рюген. Подчиняется управлению Норд-Рюген. Население составляет 1023 человек (2009); в 2003 г. — 957. Занимает площадь 22,14 км².